# 삼바 소우
삼바 소우(Samba Sow, 1989년 4월 29일 ~ )는 말리의 전 축구 선수이다.